# 25987 Katherynshi
25987 Katherynshi è un asteroide della fascia principale. Scoperto nel 2001, presenta un'orbita caratterizzata da un semiasse maggiore pari a 2,6273006 UA e da un'eccentricità di 0,0941552, inclinata di 5,97910° rispetto all'eclittica.